# Jazz
Il jazz (raramente italianizzato in giazz) è un genere musicale nato agli inizi del XX secolo negli Stati Uniti, frutto della sintesi tra musiche occidentali e il retaggio culturale degli schiavi afroamericani.
Fin dalle origini, il jazz è una musica in costante trasformazione. A partire dal jazz di New Orleans, risalente agli inizi del ventesimo secolo, la sua storia è articolata in diversi periodi, ognuno caratterizzato da stili e correnti artistiche differenti. Secondo la tradizione storiografica consolidata, gli anni venti e trenta furono il periodo delle orchestre di swing, gli anni quaranta furono segnati dal bebop, tra gli anni quaranta e cinquanta nacquero le correnti dette cool jazz, hard bop e jazz modale per poi arrivare al free jazz negli anni sessanta e alla fusion negli anni settanta. Dagli anni ottanta in poi è difficile segmentare dei periodi in modo altrettanto preciso, a causa dell'estrema frammentazione stilistica a cui il jazz è andato incontro (favorita anche dalla globalizzazione, che ha moltiplicato il numero di artisti e scene locali attivi nella creazione di nuovi stili).
Considerata la quantità di generi, stili e correnti che compongono la tradizione jazzistica, non è possibile formulare una definizione di jazz che li racchiuda tutti. Alcuni elementi importanti nel jazz sono il ritmo sincopato, la pronuncia swing e l'improvvisazione. Tuttavia, i tentativi fatti in passato di definire il jazz sulla base di questi elementi sono risultati riduttivi, in quanto esistono forme di jazz in cui sincopi, swing e improvvisazione sono assenti. Una caratteristica che distingue il jazz dagli altri generi musicali (e in particolare dalla musica eurocolta) riguarda il ruolo del musicista. Il musicista di jazz è infatti interamente responsabile del processo creativo, non è un semplice esecutore o interprete di una composizione prestabilita.

## Caratteristiche
(Duke Ellington)

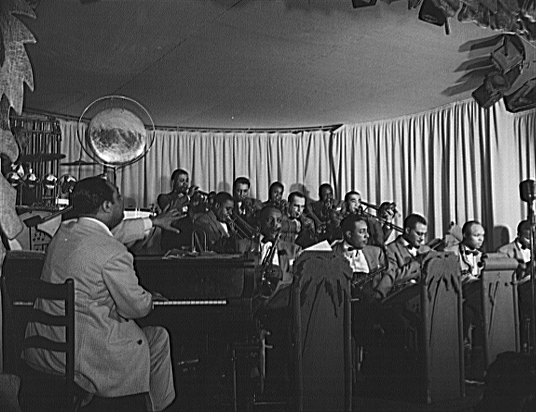
L'orchestra di Duke Ellington alla Hurricane Ballroom.

Il jazz si è sviluppato agli inizi del XX secolo a New Orleans. Nella città erano presenti varie culture e la maggior parte della popolazione apparteneva ai bassi ceti sociali. A New Orleans, quasi certamente attorno agli anni 1910, venne pronunciata per la prima volta la parola jazz, originata da un vocabolo appartenente alla cultura tradizionale francese dal significato legato all'animazione, alla gioia di vivere. Altre fonti vorrebbero che la parola sia stata originata da un termine di origine africana con riferimenti alla sessualità.  La città aveva subito prima una dominazione francese e poi spagnola; era diventata parte degli Stati Uniti con il "Louisiana Purchase" del 1803. Il jazz si affermò subito come sintesi tra numerose culture musicali, europee (musica per banda militare) e africane (percussione, ritmo).
I principali elementi del jazz sono due: ritmo e improvvisazione.
Dal punto di vista tecnico il jazz moderno è caratterizzato dall'uso estensivo dell'improvvisazione, di blue note, di poliritmia e di progressione armonica usate in modo diverso rispetto alla musica classica. Il ritmo, elastico e a volte scandito in maniera ineguale, ad esempio nello swing, ha sempre rivestito grande importanza in quasi tutte le forme di jazz, e talvolta ha generato il jazz sinfonico.
Sin dagli inizi l'interpretazione ha valorizzato l'espressività ed il virtuosismo strumentale. Parte del jazz degli albori era basato su combinazioni di elementi musicali africani, articolata cioè su scale pentatoniche, con caratteristiche blue notes, mescolate ad armonie derivate dalla musica colta europea con un notevole uso di ritmi sincopati e poliritmi.
L'improvvisazione, partendo dalla semplice variazione sul tema iniziale, ha assunto sempre maggiore importanza. Nel free jazz, che ebbe il suo periodo d'oro negli anni Sessanta-settanta, il tema poteva anche scomparire in esperimenti che venivano chiamati improvvisazione totale collettiva.
La formazione jazzistica moderna tipica è costituita da un gruppo musicale di dimensioni limitate. La combinazione più frequente è il quartetto, quasi invariabilmente costituito da una sezione ritmica composta da batteria, basso o contrabbasso, pianoforte e da uno strumento solista, generalmente un sassofono o una tromba.
Nell'ambito della piccola formazione sono possibili e frequenti una gran varietà di cambiamenti. Per quello che riguarda la consistenza numerica, si trovano esempi di performance solistiche (spesso, ma non sempre, si tratta di pianoforte solo) fino ad arrivare al nonetto, formazione che comincia già ad assumere caratteristiche orchestrali. Si hanno anche svariatissime combinazioni per quello che riguarda la qualità degli strumenti coinvolti: si hanno esempi di jazz suonato solisticamente con la maggior parte degli strumenti orchestrali (perfino oboe e arpa) o folcloristici (ad esempio, la kora).
Le formazioni jazzistiche orchestrali, che entrarono in crisi profonda alla fine degli anni trenta, sono oggi abbastanza rare, soprattutto a causa delle difficoltà economiche e organizzative collegate alla gestione di un complesso che comprende molte decine di musicisti.
Per lungo tempo il territorio privilegiato dai musicisti afroamericani fu gli Stati Uniti d'America. Il jazz è oggi suonato, composto e ascoltato in tutto il mondo come se fosse una nuova musica colta, completamente stravolto rispetto ai moduli delle origini: se questo è vero soprattutto nel mondo occidentale, è anche vero che le esplorazioni delle radici musicali africane che molti jazzisti intrapresero a partire dagli anni sessanta e i contatti tra culture e stili musicali caratteristici dell'ultima parte del XX secolo, hanno contribuito a creare molti tipi di jazz, che vanno dalla tradizionale performance per piccolo ensemble, derivato dalle esperienze boppistiche e post-boppistiche, alla creazione di sonorità insolite che nascono dalla ibridazione di diverse tradizioni strumentali e musicali fino ad arrivare a dissolversi nel genere chiamato world music (e in questo caso non si parla più di jazz).
Un fenomeno simile ha recentemente conferito la categoria di genere colto anche a parte della musica brasiliana e argentina (Antônio Carlos Jobim, Astor Piazzolla e altri), che fra l'altro si è apparentata con il jazz, anche per l'opera svolta da Stan Getz ed altri in conseguenza della quale molti standard jazz utilizzano modelli brasiliani e argentini.

### Musica popolare ma colta
La musica Jazz è uno dei fenomeni musicali più importanti del XX secolo. Rappresenta un genere che, partendo da forme come lo spiritual, il blues e la musica bandistica ha incorporato via via altra musica nera (ad esempio il ragtime degli anni 1920) ed arrivò ad uno standard poi usato come spunto per continue modifiche dei moduli armonici, melodici e ritmici.
Tutta la musica jazz è stata definita colta perché è risultante della conoscenza della musica classica, delle varie etnie musicali e di sviluppi armonici complessi, anche se questo non era ancora riscontrabile nel blues delle origini.

## Storia

### Anni dieci

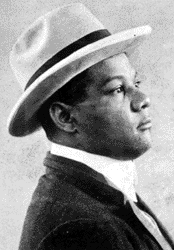
Sidney Bechet

La musica che sarebbe stata chiamata, con termine di origine incerta, jazz nasce quasi certamente a New Orleans all'inizio del XX secolo. Il musicista cui è attribuito il titolo di padre del jazz, Buddy Bolden, è attivo a New Orleans nel 1904. Nel 1906 il pianista Jelly Roll Morton compose il brano King Porter Stomp, che fu uno dei primi brani jazz a godere di vasta notorietà, e negli anni seguenti a New Orleans furono attive molte formazioni jazz: tra le più importanti, quella capeggiata dal cornettista Joe King Oliver. La parola jazz venne stampata da un quotidiano, per la prima volta, nel 1913. La prima incisione di un brano jazz è Livery Stable Blues, realizzata nel 1917 dalla Original Dixieland Jazz Band, un gruppo di soli musicisti bianchi e diretto dal cornettista italoamericano Nick La Rocca.

### Anni venti

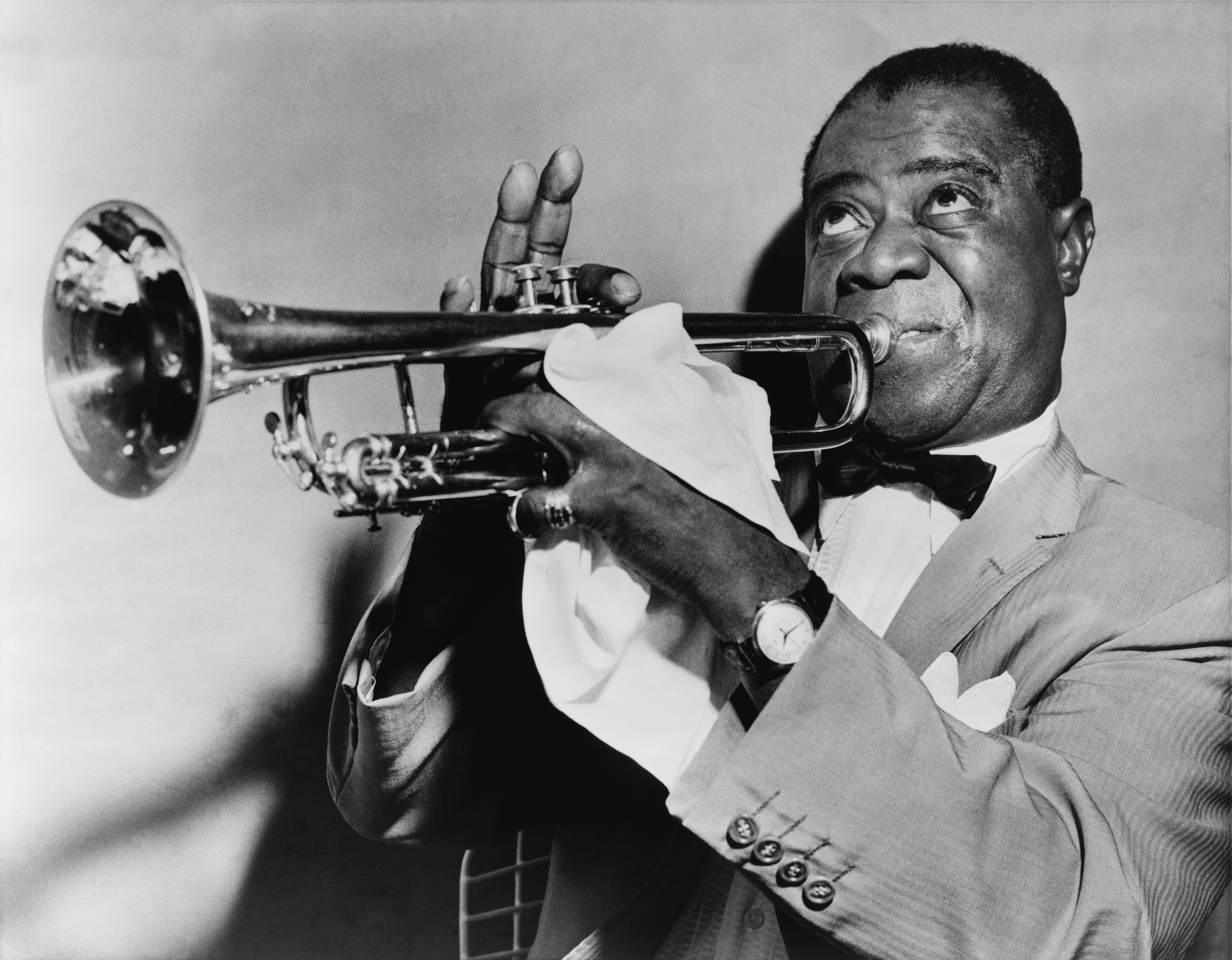
Louis Armstrong negli anni cinquanta

Tra il 1910 e il 1920 molti musicisti di New Orleans, spinti dai maggiori guadagni che venivano offerti al nord e seguendo il flusso della migrazione interna che portava la popolazione a spostarsi verso i grandi centri industriali, arrivarono a Chicago (King Oliver, Jelly Roll Morton e Louis Armstrong per citarne solo alcuni) e qui si creò una scuola che formò molti protagonisti soprattutto bianchi, tra i quali Bix Beiderbecke, Frank Trumbauer, Pee Wee Russell.
Il jazz divenne sempre più popolare affermandosi anche come musica da ballo e nei locali notturni. Molti protagonisti, tra cui il sassofonista Sidney Bechet, fecero tournée in Europa. Nelle orchestre aumentò l'importanza del solista capace di improvvisare, tra i primi Louis Armstrong. Armstrong era stato seconda cornetta nella Creole Jazz Band di King Oliver e divenne famoso anche grazie alle registrazioni con i suoi gruppi, gli Hot Five e gli Hot Seven nel 1925. Louis Armstrong sarà uno degli esponenti principali del Jazz.
Nacquero le prime grandi orchestre, le big band come quelle di Fletcher Henderson, di Paul Whiteman (il primo esecutore della Rapsodia in blu di George Gershwin), Guy Lombardo e di Duke Ellington. New York divenne in breve, dopo Chicago, una delle capitali del jazz, determinando l'inizio dell'età del jazz.

### Anni trenta

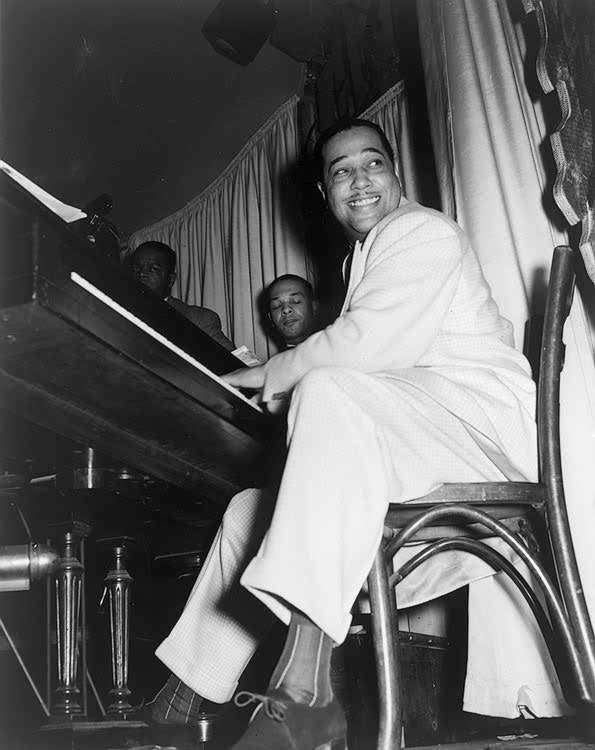
Duke Ellington

A seguito della crisi di borsa dell'ottobre 1929, l'intrattenimento musicale negli Stati Uniti d'America subì un drammatico azzeramento e negli anni immediatamente successivi, passati alla storia come "la Grande depressione", pochi musicisti riuscirono a sopravvivere con la loro musica. I migliori iniziarono fortunate esibizioni in Europa; gli altri fecero fatica a sbarcare il lunario. La rinascita musicale, e con essa totale, dell'America è legata all'intuizione di un giovane musicista di origine ebrea, Benny Goodman. Questi mise a punto un'originale formula musicale utilizzando un tempo costante, rendendo perciò "ballabile" il nuovo stile, e un'accelerazione progressiva nei toni, nei timbri, nei contrappunti. La musica che ne derivò prese il nome di "swing", come il giro di mazza del giocatore di baseball. Ogni brano comincia con tranquillità per scatenarsi progressivamente, mantenendo però rigorosamente lo stesso ritmo. Per rendere ancora più gradito ai ballerini il nuovo stile, Goodman utilizzò una grande orchestra, con una ricca sezione di strumenti a fiato e una sezione ritmica. La formazione tipo dell'orchestra swing comprendeva tre o quattro trombe, tre tromboni, cinque sassofoni tra cui due contralti, due tenori e un baritono. La sezione ritmica comprendeva una chitarra, un contrabbasso, un pianoforte e la batteria. A questa formazione si aggiungeva lo strumento del leader, nel caso di Goodman il clarinetto.
Le orchestre jazz diventarono il principale veicolo di diffusione del jazz. In questo periodo assunsero ai primi posti delle classifiche musicali le orchestre di Benny Goodman (che assunse Fletcher Henderson come arrangiatore), Duke Ellington, Cab Calloway, Woody Herman, Count Basie, Chick Webb (che aveva come cantante Ella Fitzgerald), Artie Shaw, Glenn Miller, lanciando nuovi balli quali il jitterbug e lo swing.
New York assurse ad un ruolo di preminenza sulla scena jazzistica, prima coi locali e le sale da ballo di Harlem (tra cui il famoso Cotton Club), poi coi club che fiorirono attorno al Greenwich Village, a Broadway e alla Cinquantaduesima strada, soprannominata Swing Street o "la strada che non dorme mai". Furono questi i palcoscenici che portarono al successo Billie Holiday, Art Tatum, Fats Waller, Coleman Hawkins, Lester Young. Lo stile che nacque in questi locali era rilassato e notturno, esemplificato dall'interpretazione di Body and Soul data in quegli anni da Hawkins, che fu anche uno degli strumentisti che resero il sax tenore la voce dominante del jazz.
Uno stile jazzistico più rivolto al blues e con caratteristiche meno urbane di quello newyorkese veniva in quegli anni praticato dalle orchestre di Kansas City, luogo di fondazione dell'orchestra di Count Basie. In questa città si formarono molti protagonisti degli anni che seguirono, fra i quali Art Tatum e Roy Eldridge.
La segregazione razziale, che era stata fino ad allora la regola nelle orchestre di jazz così come nei locali, iniziò in quegli anni a perdere un po' della sua compattezza, grazie anche al coraggioso esempio di direttori d'orchestra come Goodman e Shaw che portarono in tournée gli artisti afroamericani Roy Eldridge e Billie Holiday.

### Anni quaranta e cinquanta
Le mutate condizioni economiche costrinsero alla chiusura la maggior parte delle grandi orchestre. Solo le maggiori sopravvissero: quelle di Duke Ellington, Count Basie, Woody Herman e Stan Kenton furono tra le più longeve, prolungando la loro attività anche negli anni sessanta e oltre.

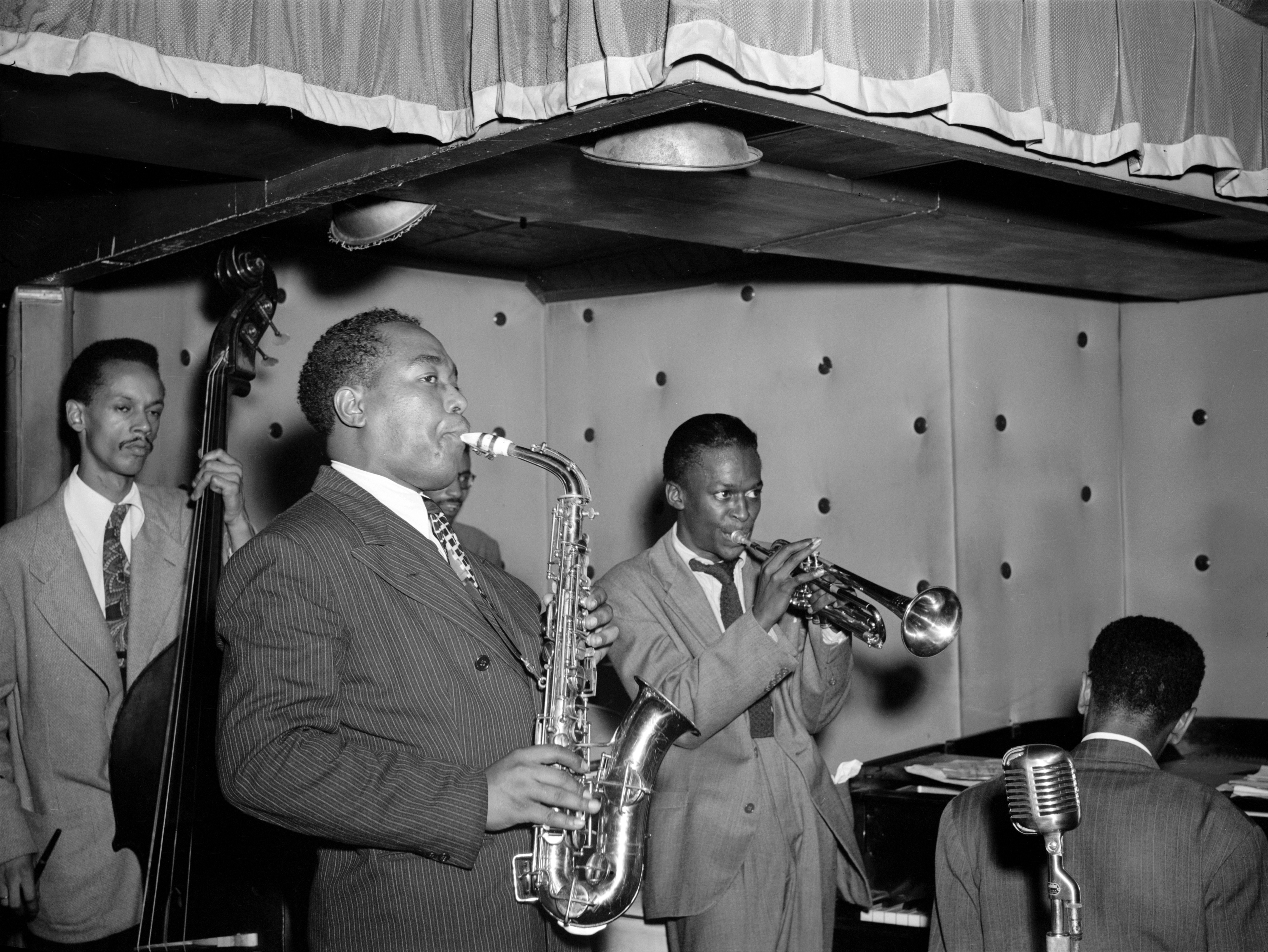
Da sinistra a destra: Tommy Potter, Charlie Parker, Max Roach (quasi nascosto da Parker), Miles Davis e Duke Jordan, ritratti da William P. Gottlieb al Three Deuces, sulla Cinquantaduesima strada, intorno all'agosto del 1947.

Attorno al 1945, si saluta la nascita di un nuovo stile, nato dalle jam session che si tenevano a tarda ora in due locali di Harlem, il Minton's Playhouse e il Monroe's. Questo stile fu chiamato dapprima rebop, poi bebop o semplicemente bop, dal suono di una frase ricorrente nei brani tipici di questa nuova musica ed era praticato soprattutto da musicisti giovani, appena giunti sulla scena jazz di New York. Caratterizzato da armonie complesse e tempi velocissimi, il bebop fu tenuto a battesimo dal trombettista Dizzy Gillespie, che ne fu il pioniere assieme all'altosassofonista Charlie Parker (soprannominato Bird o Yardbird). Il successo del nuovo genere, che richiamava un pubblico intellettuale (i bopper attirarono subito l'ammirazione di molti esponenti del movimento letterario beatnik) e molto più ristretto di quello delle big band, mise in luce altri protagonisti del periodo: i pianisti Thelonious Monk e Bud Powell, i trombettisti Clifford Brown e Fats Navarro, i sassofonisti Sonny Rollins e Sonny Stitt, i batteristi Max Roach e Kenny Clarke. Il bebop fu molto criticato sia come movimento giovanile e fenomeno sociale, sia –per motivi diversi – dal punto di vista musicale. La critica sociale verteva inizialmente sugli aspetti più provocatori dell'atteggiamento e dello stile di vita dei bopper per focalizzarsi poi soprattutto sulla contiguità tra il mondo del jazz e la droga, che, agli inizi degli anni cinquanta, iniziò a mietere vittime di alto profilo tra i jazzisti in generale e tra i bopper in particolare. Billie Holiday, Fats Navarro e Charlie Parker furono solo i più famosi musicisti a trovare la morte a causa della loro dipendenza: molti altri, se non morirono, subirono le conseguenze di questo flagello. Sotto il profilo musicale, alcuni artisti della generazione precedente (che i bopper chiamavano mouldy figs, cioè fichi ammuffiti) si distinsero come critici particolarmente severi: il più famoso di questi fu senz'altro Louis Armstrong. Altri, come Coleman Hawkins, seppero cogliere gli elementi d'interesse contenuti nel nuovo movimento.

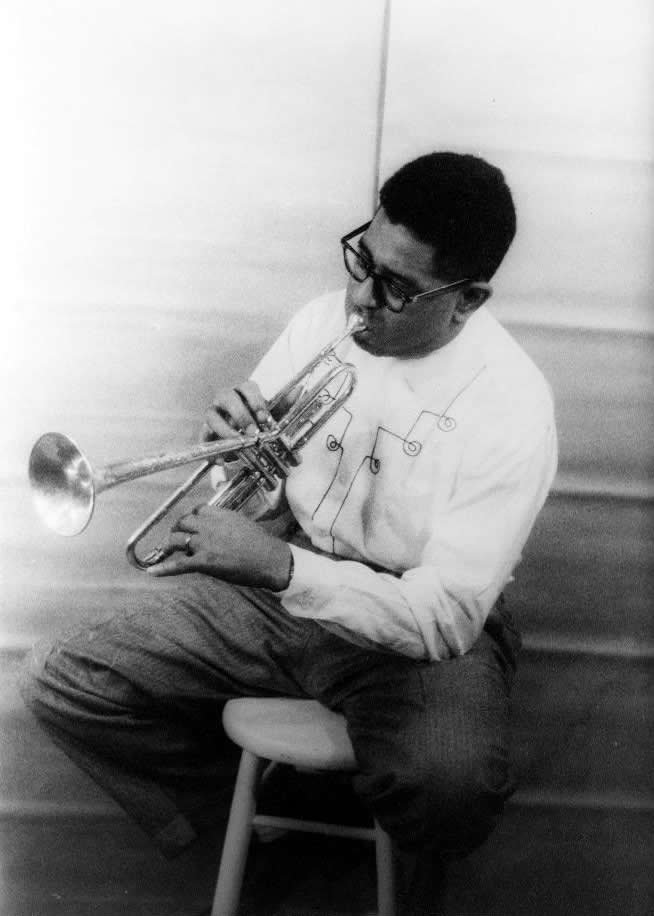
Dizzy Gillespie

La fine degli anni quaranta e la prima metà degli anni cinquanta videro una reazione agli aspetti più estremi del movimento bebop, reazione che, dalle sue caratteristiche melodiche e rilassate, prese il nome di cool jazz. Iniziato a New York e nel Midwest dalle esperienze di Miles Davis e Gil Evans (dei quali si ricorda l'album Birth of the Cool), Lennie Tristano ed altri, il cool jazz fu il primo stile jazz a radicarsi in California. Molti dei suoi protagonisti furono bianchi: Gerry Mulligan e Chet Baker (che diedero vita ad un famoso quartetto), Lee Konitz, Dave Brubeck, i sassofonisti Stan Getz (che fu anche protagonista della fusione del jazz con la musica brasiliana) e Paul Desmond. L'afroamericano John Lewis elaborò l'estetica cool creando un quartetto, il Modern Jazz Quartet, che fuse il jazz con elementi e sonorità derivanti dalla musica classica (soprattutto barocca) europea. Da queste esperienze prese il via un movimento, detto "Third Stream" che cercava di coniugare il jazz con altre esperienze provenienti dalla tradizione musicale colta: uno dei suoi maggiori esponenti fu Gunther Schuller.

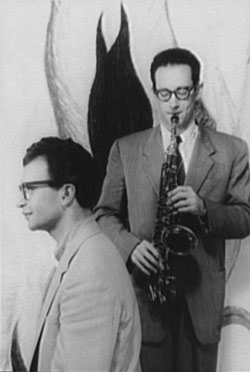
Dave Brubeck e Paul Desmond, 8 ottobre 1954.

Anche in risposta alla svolta cool, negli anni cinquanta nacque lo stile hard bop: una versione del bebop più pulita e curata negli arrangiamenti e allo stesso tempo molto più vicina alle proprie origini afroamericane, attraverso il recupero di elementi stilistici del blues, del r'n'b e del gospel. Uno dei gruppi più longevi e rappresentativi dello stile sono i Jazz Messengers, guidati dal batterista Art Blakey.
Le esperienze di jazz orchestrale continuarono, anche se con difficoltà, con le orchestre di Count Basie, Duke Ellington, Woody Herman, Stan Kenton, e con le originali collaborazioni di Miles Davis e Gil Evans. Il contrabbassista Charles Mingus si segnalò come personaggio di grande spicco alla testa di formazioni allargate (anche se non di organico propriamente orchestrale).

### Anni sessanta
Nel corso di questo decennio il jazz affrontò numerose trasformazioni che finirono per frazionarlo in molteplici stili.
La corrente hard bop iniziò a dividersi tra coloro che seguirono l'esperienza di Miles Davis e John Coltrane nel cosiddetto "jazz modale" (uno stile musicale meditativo e intellettuale, che vide la sua fondazione nella storica incisione di Davis nel 1959, Kind of Blue) e quanti invece preferirono avvicinarsi al rhythm and blues praticando quello che alcuni chiamavano "soul jazz".
Lo stile modale visse il suo periodo più fecondo a cavallo tra la fine degli anni cinquanta e la metà degli anni sessanta, soprattutto con l'attività del (secondo) quintetto di Miles Davis e del quartetto di John Coltrane, finendo col diventare un idioma consolidato della tradizione jazzistica.
Una tendenza senz'altro più radicale e controversa fu determinata dal contemporaneo avvento di uno stile che venne dapprima chiamata "The New Thing" ("la cosa nuova") e in seguito "free jazz". Fondato alla fine degli anni cinquanta da giovani musicisti quali Ornette Coleman e Cecil Taylor, il free jazz praticava una forma d'improvvisazione collettiva totale la cui conseguenza è la totale frantumazione della maggior parte delle idee tradizionali di forma, armonia, melodia e ritmo. Oltre ad implicare una forte componente di critica politica e sociale, il free jazz incorporava anche una moltitudine di influenze musicali di provenienza Asiatica e Africana. Il free jazz attirò l'attenzione di molti protagonisti (Charles Mingus, Steve Lacy, Sun Ra), reclutò giovani brillanti (Archie Shepp, Albert Ayler, Pharoah Sanders) e ricevette aspre critiche da parte di alcuni dei nomi più in vista (Davis e Gillespie tra gli altri) dando origine a polemiche che furono tra le più violente che il jazz avesse mai conosciuto e che durarono decenni senza mai esaurirsi completamente, anche dopo che l'esperienza storica del free jazz poté dirsi conclusa: i critici più accesi affermarono che il free jazz rimuoveva la distinzione tra chi sapeva suonare e chi no. Non v'è comunque dubbio che il movimento free jazz mancasse quasi totalmente della componente popolare che per lungo tempo aveva costituito una delle due anime del jazz, e che fosse seguito quasi esclusivamente dalle élite: questo, negli USA, ne decretò anche un crescente insuccesso commerciale, che diveniva tanto più evidente quanto più si ingigantiva il successo di altri generi musicali contemporanei. Nel free jazz finirono per confluire alcuni esponenti della parte considerata più "colta" del jazz: il più in vista tra questi fu senz'altro John Coltrane, che si avvicinò al movimento free jazz negli ultimi anni della sua vita. Il free jazz ebbe miglior fortuna in Europa, dove molti giovani musicisti lo adottarono come un veicolo che permetteva d'incorporare nel linguaggio jazzistico una varietà di contesti musicali e culturali.
Una diversa tendenza stilistica nacque dall'attenzione reciproca che alcuni musicisti jazz e le nuove leve della musica brasiliana si rivolgevano. Già Jelly Roll Morton aveva definito il jazz come una musica che conteneva "sfumature spagnole" ("spanish tinge"). Questa definizione era stata onorata nel corso degli anni da diversi compositori (un nome per tutti: Duke Ellington). Negli anni 1950 alcuni musicisti, il cui più famoso rappresentante era senz'altro Dizzy Gillespie, avevano coniugato col jazz temi stilistici tipici della musica cubana e latina in generale ("Afro-Cuban bop"). Questo stile si avvaleva dell'apporto e dell'influenza musicisti provenienti dall'America latina (Chano Pozo, Xavier Cugat, Tito Puente, Arturo Sandoval), nonché della strumentazione e delle forme tipiche della tradizione latina. Fu nel solco di questa tradizione che negli anni 1960 gli esponenti del movimento brasiliano detto Bossa Nova (Elizete Cardoso, Antônio Carlos Jobim, Vinícius de Moraes, João Gilberto, Luiz Bonfá, Chico Buarque de Hollanda) intrapresero varie collaborazioni con musicisti jazz come Stan Getz e Charlie Byrd, creando uno stile noto come "jazz samba". Il movimento fu lanciato da una serie di incisioni di Getz, le più famose delle quali videro anche la partecipazione di Joao Gilberto e di sua moglie Astrud Gilberto in veste di cantante. Diversi brani divennero successi planetari (come ad esempio Garota de Ipanema).
Nella seconda metà degli anni sessanta, l'irruzione del fenomeno della musica di massa, che in gran parte s'imperniava sulle generazioni più giovani e sulla loro musica d'elezione, il rock, mise in difficoltà, anche economica, la gran parte dei musicisti jazz. Quelli che non scelsero la critica radicale del free jazz e che non sparirono dalla scena dovettero cambiare stile. Alcuni scelsero di accentuare il carattere funky della loro musica fino ad apparentarla al funky e alla sempre più popolare musica soul-dance. Una diversa tendenza cercava l'avvicinamento rock e all'elettronica, e portò alla nascita del cosiddetto genere fusion. Molti critici ritengono che fra le prime incisioni fusion vi siano Hot Rats di Frank Zappa, il quale sembrò avvicinarsi al jazz partendo dal rock con quest'album del 1969, ed il doppio album Bitches Brew di Miles Davis (1970). Seguirono poi numerosi protagonisti, con nomi quali quelli di Weather Report (un supergruppo comprendente alcuni ex musicisti di Miles Davis – Joseph Zawinul e Wayne Shorter – e la nascente stella del basso Jaco Pastorius), Herbie Hancock, il trombettista Freddie Hubbard. Molte di queste esperienze furono bollate dalla critica come commerciali (e alcune indubbiamente lo furono).

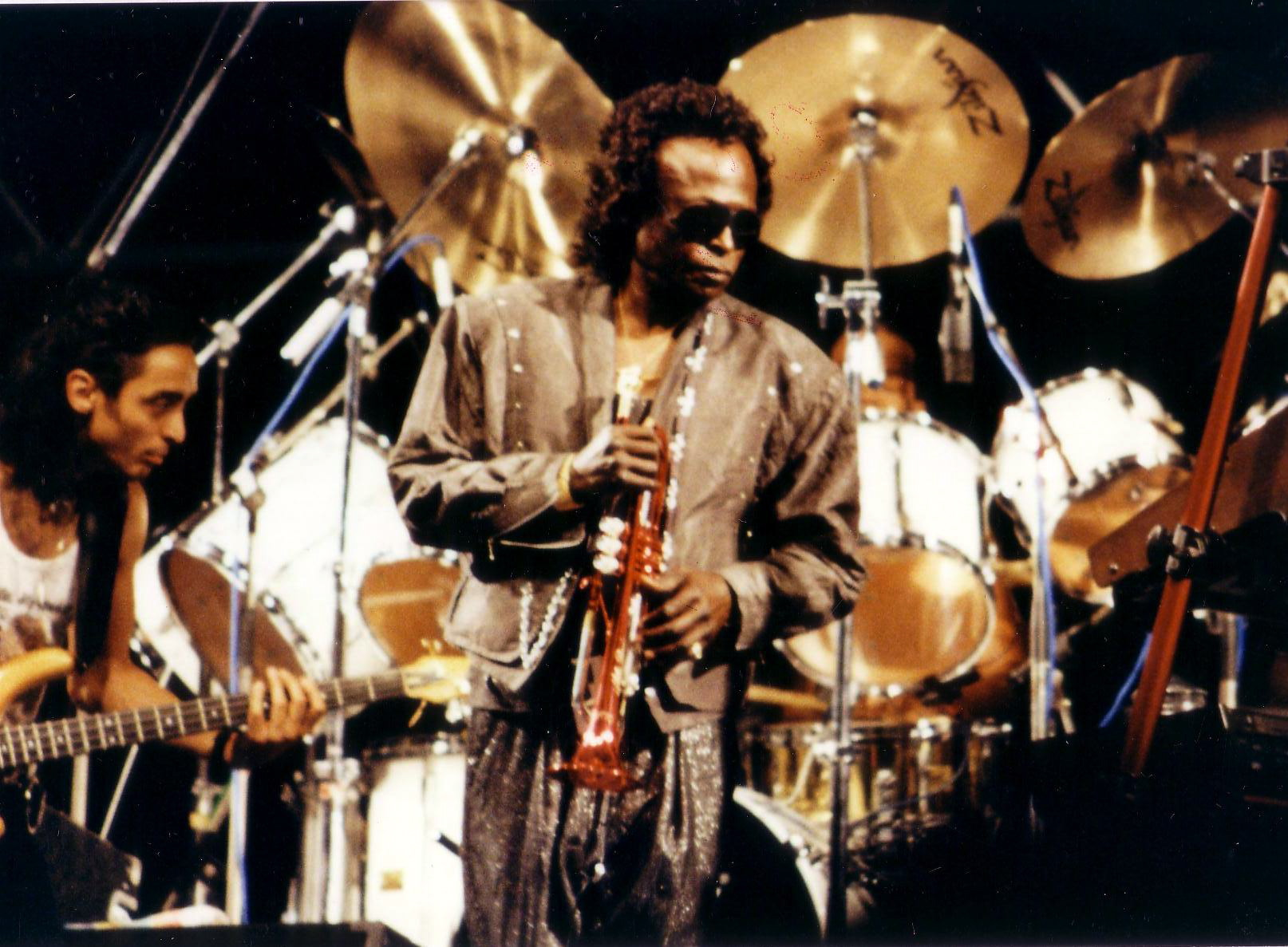
Il trombettista "fusion" Miles Davis nel 1989

### Dagli anni ottanta in poi
Alla fine degli anni settanta l'esperienza "free jazz" perse forza e pubblico e vide la sparizione o la defezione di molti dei suoi protagonisti, così come una forte riduzione numerica del pubblico degli appassionati. A questa tendenza reagì negli anni successivi al 1980 con particolare energia un gruppo di artisti che si richiamava al cosiddetto mainstream (stilisticamente riconducibile alle diverse correnti stilistiche emerse e praticate negli anni cinquanta-sessanta, a volte indicati anche con il nome "straight-ahead"). Tra di essi si mise in particolare evidenza il giovane Wynton Marsalis, che promosse con forza il tema del ritrovamento delle radici e delle forme originali della musica. Esempio moderno di Third Stream influenza è la musica di Charles Mingus, Krzysztof Penderecki, Nikolaj Kapustin e altri.
Mentre molti musicisti della vecchia guardia continuavano a calcare le scene, gli anni tra il 1980 e l'inizio del XXI secolo videro emergere molti nuovi interessanti musicisti, anche nell'area europea che assunse una propria identità rispetto ai periodi precedenti, nel corso dei quali il jazz europeo era stato quasi sempre in una posizione di subalternità rispetto al modello statunitense.

### Jazz sacro e liturgico

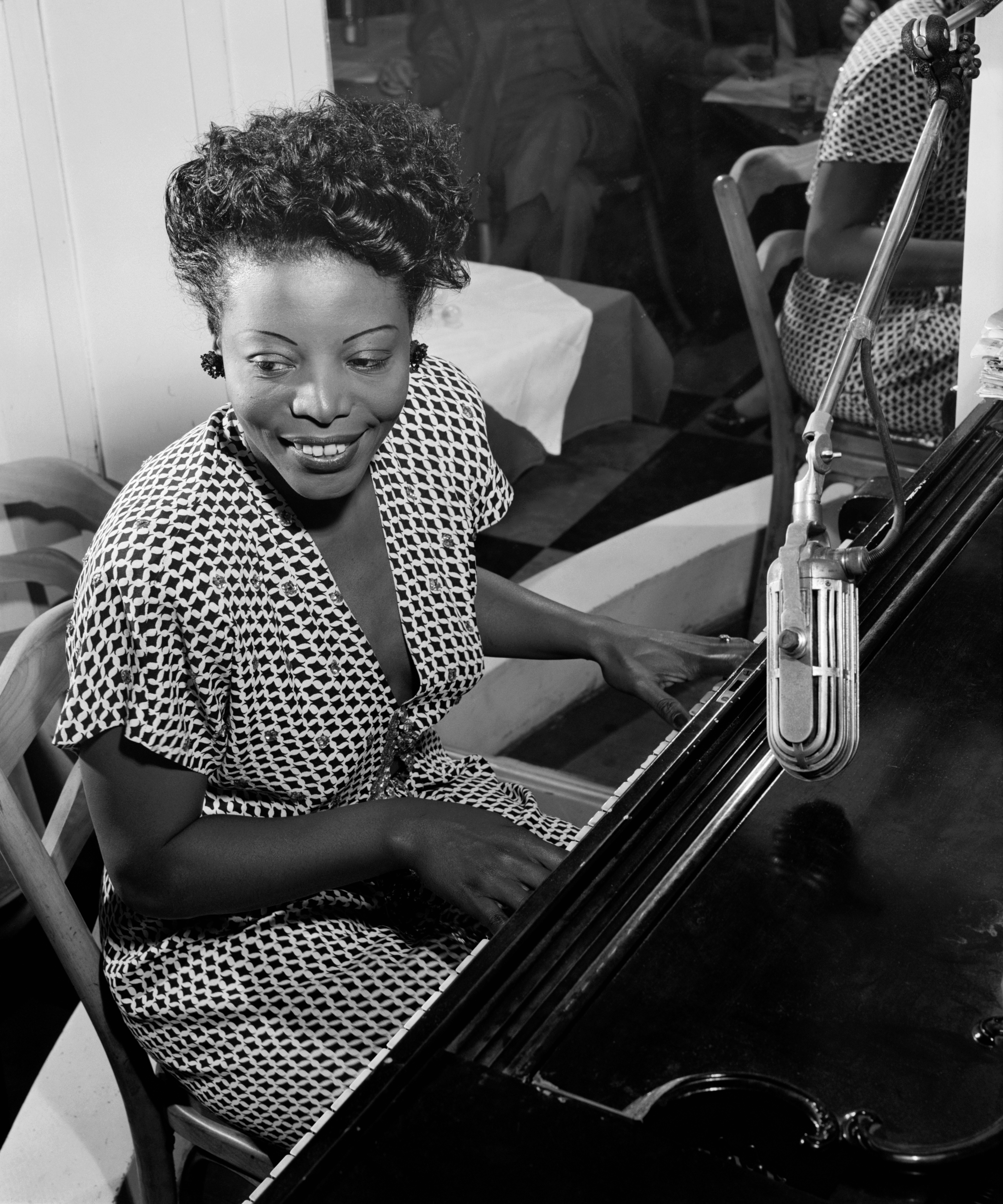
Mary Lou Williams è stata una pianista e compositrice jazz all'avanguardia che negli anni '50 ha creato messe jazz, comprese opere di tributo a Martin Luther King Jr. ed è considerata fondamentale per il jazz sacro.

Il jazz ha incorporato fin dalle sue origini aspetti della musica sacra afroamericana, compresi gli spiritual e gli inni. I musicisti jazz laici spesso eseguivano interpretazioni di spiritual e inni come parte del loro repertorio o composizioni isolate come “Come Sunday”, parte della “Black and Beige Suite” di Duke Ellington. In seguito molti altri artisti jazz presero in prestito dalla musica gospel nera. Tuttavia è solo dopo la Seconda Guerra Mondiale che alcuni musicisti jazz iniziarono a comporre ed eseguire opere estese destinate a contesti religiosi o come espressione religiosa. Dagli anni '50 la musica sacra e liturgica è stata eseguita e registrata da molti importanti compositori e musicisti jazz. La “Abyssinian Mass” di Wynton Marsalis (Blueengine Records, 2016) ne è un esempio recente.
Sul jazz sacro e liturgico è stato scritto relativamente poco. In una tesi di dottorato del 2013, Angelo Versace ha esaminato lo sviluppo del jazz sacro negli anni '50 utilizzando le discipline della musicologia e della storia. Ha osservato che "le tradizioni della musica gospel nera e del jazz furono combinate negli anni '50 per produrre un nuovo genere, il 'jazz sacro'". Versace sostiene che l'intento religioso separa il jazz sacro da quello profano. A dare il via al movimento del jazz sacro furono soprattutto la pianista e compositrice Mary Lou Williams, nota per le sue messe jazz negli anni '50 e Duke Ellington. Prima della sua morte, avvenuta nel 1974, in risposta ai contatti della Grace Cathedral di San Francisco, Duke Ellington scrisse tre Sacred Concerts: 1965 - A Concert of Sacred Music, 1968 - Second Sacred Concert, 1973 - Third Sacred Concert.

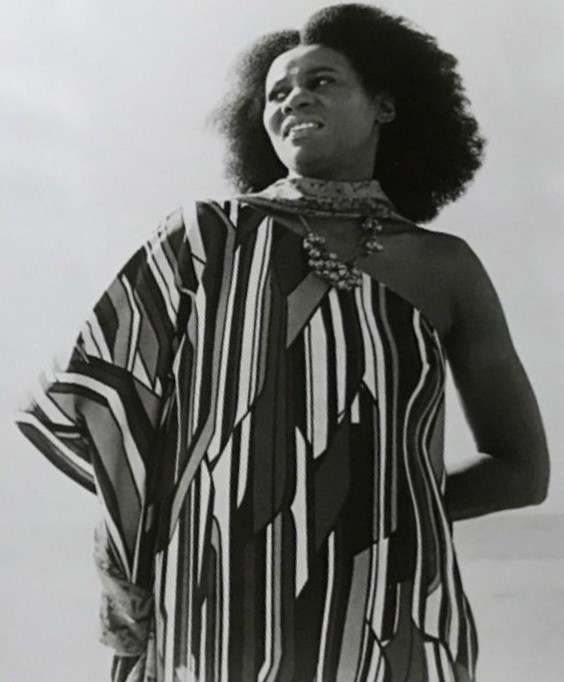
Alice Coltrane è stata una rinomata pianista e arpista jazz che ha unito il jazz a temi spirituali, creando opere di jazz sacro come Transcendence e Divine Light.

La forma più importante di jazz sacro e liturgico è la messa jazz. Anche se la maggior parte delle volte viene eseguita in un concerto piuttosto che in un luogo di culto, questa forma ha molti esempi. Un esempio eminente di compositrice di messa jazz è Mary Lou Williams. La Williams si convertì al cattolicesimo nel 1957 e procedette alla composizione di tre messe in stile jazz. Una fu composta nel 1968 per onorare il recentemente assassinato Martin Luther King Jr. e la terza fu commissionata da una commissione pontificia. Fu eseguita una volta nel 1975 nella Cattedrale di San Patrizio a New York.
La Chiesa cattolica, tuttavia, non ha accolto il jazz come appropriato per il culto. Nel 1966 Joe Masters registrò “Jazz Mass” per la Columbia Records. Un complesso jazz si unì a solisti e coro utilizzando il testo inglese della Messa cattolica. Altri esempi sono “Jazz Mass in Concert” di Lalo Schifrin (Aleph Records, 1998, UPC 0651702632725) e “Jazz Mass” di Vince Guaraldi (Fantasy Records, 1965). In Inghilterra, il compositore classico Will Todd ha registrato la sua “Jazz Missa Brevis” con un ensemble jazz, solisti e i St Martin's Voices in una pubblicazione Signum Records del 2018, “Passion Music/Jazz Missa Brevis”, pubblicata anche come “Mass in Blue”, e l'organista jazz James Taylor ha composto “The Rochester Mass” (Cherry Red Records, 2015). Nel 2013, Versace ha proposto il bassista Ike Sturm e la compositrice newyorkese Deanna Witkowski come esempi contemporanei di jazz sacro e liturgico.

## Sociologia del jazz
Già dagli anni Sessanta si è cominciato ad analizzare questo fenomeno musicale sotto il profilo sociologico ancorché antropologico, analizzando il rapporto fra questa musica e la società, facendo riferimento a tutti i segmenti che tale musica incontrava nella sua diffusione (origini ed effetti sociali, ascolto, riproduzione, produzione discografica, comunicazione di massa, consumo giovanile). I primi tentativi sono stati realizzati non proprio da sociologi od antropologi bensì da due personaggi che, a modo loro, avevano competenze culturali per operare tali indagini. Primo fra tutti lo storico e docente inglese Eric J. Hobsbawm con il libro The Jazz Scene del 1961, e Amiri Baraka (Leroi Jones) con Blues people. Negro Music in White America del 1963, due libri basilari ed eccezionali tuttavia datati e relegati ad un periodo storico. Bisognerà aspettare il Terzo Millennio per completare la parte temporale mancante, con il libro Una storia sociale del jazz dei sociologi Gildo De Stefano e dell'autorevole Zygmunt Bauman, per una ricerca di natura epistemologica del fenomeno musicale, partendo dalla società schiavista fino al fenomeno peculiarmente baumiano del jazz liquido, sondando non solo le condizioni di vita dei giovani del Nuovo Millennio e, quindi, delle forme del consumo dei prodotti musicali e dell'attività ideologica e simbolica a questi collegata, bensì le condizioni di produzione, promozione, distribuzione, e di mercato.
De Stefano chiude il suo saggio analizzando il pubblico (soprattutto giovanile) ed il consumo della musica jazz. Su questo aspetto devo affermare che la 'società liquida' ha abbandonato il culto dei martiri ed eroi, e lo ha sostituito con l'ammirazione per le "celebrità", che è molto meno impegnativo. Le caratteristiche principali della celebrità sono la continua visibilità sui media, l'onnipresenza dell'immagine, la frequenza con cui viene pronunciato il nome della persona. Anche il jazzista rientra in questa categoria di persone note per la loro notorietà. Se si prova ammirazione per un eroe o per un martire, religioso o civile, ciò significa che si segue il suo pensiero, si professa la sua fede, si rientra in un gruppo di persone accomunate da un ideale. Essere fan di una celebrità provoca l'illusione di far parte di un gruppo sociale di persone accomunate da un'ammirazione per quel personaggio, sicuramente ciò non richiede alcun impegno, ci si può distaccare in qualunque momento, e rivolgere la propria ammirazione verso altri. E, naturalmente, si può essere al contempo fan di più celebrità: certamente non ci sarà nessuno a criticarvi

## Giornata internazionale del jazz
Celebrata per la prima volta nel 2012, il 30 aprile è, per l'UNESCO, la giornata internazionale del jazz. Nel 2012 e nel decimo anniversario del 2022 la sala dell'Assemblea generale delle Nazioni Unite a New York è stata teatro il 30 aprile di un concerto mondiale, con star della scena jazz internazionale.

### Fonti
- Franco Fayenz, La musica jazz: un manuale per capire, un saggio per riflettere, Milano, Il saggiatore, 1996, ISBN 88-428-0365-0, OCLC 797762013.
- Ted Gioia, Storia del Jazz, traduzione di Francesco Martinelli, Torino, EDT, 2013  [2011], ISBN 978-88-6639-995-7.
- (EN) Nat Hentoff, Jazz is, New York, Limelight Editions, 1992 (1976), ISBN 9780879100032, OCLC 28574204.
- (EN) Nat Hentoff, At the jazz band ball: sixty years on the jazz scene, Berkeley, Calif.; London, University of California Press, 2011, ISBN 9780520269811, OCLC 695008788.
- (EN) David Butler, Jazz noir: listening to music from Phantom Lady to The Last Seduction, Westport, Conn.; London, Praeger, 2002, ISBN 9780275973018, OCLC 963459497.
- Gildo De Stefano, Una storia sociale del jazz: dai canti della schiavitù al jazz liquido, Milano, Mimesis, 2014, ISBN 978-88-575-2001-8, OCLC 871300697.
- Gildo De Stefano, Ragtime, jazz & dintorni, Prefazione di Amiri Baraka, Postfazione di Renzo Arbore, SugarCo Edizioni, Milano 2007 ISBN 887198532X
- Stefano Zenni, Storia del jazz: una prospettiva globale, Stampa Alternativa, Roma, 2012, 978-8862221849

### Approfondimenti
- Iain Lang, a cura di Roberto Leydi Il Jazz, Arnoldo Mondadori Editore, Milano 1975
- Arrigo Polillo, Jazz: La vicenda e i protagonisti della musica afro-americana, Milano, Oscar Mondadori 1975
- (DE)  Joachim Ernst Berendt, Günther Huesmann (a cura di), Das Jazzbuch, Francoforte sul Meno, 2005. ISBN 3-10-003802-9
- (EN)  Dyer, Godfred But Beautiful: A Book about Jazz. Londra, 1991. ISBN 0-86547-508-3
- (EN) Gunther Schuller, Early Jazz: Its Roots and Musical Development., Oxford University Press, 1968, ristampa nel 1986. ISBN 0-19-504043-0
- (EN)  Gunther Schuller, The Swing Era: The Development of Jazz 1930-1945 Oxford University Press, 1991. ISBN 0-19-504043-0
- Theodor Adorno, Prisms The MIT Press: Cambridge, MA. 1967.
- William Francis Allen, Charles Pickard Ware, and Lucy McLim Garrison, eds. 1867. Slave Songs of the United States. New York: A Simpson & Co. Electronic edition, Chapel Hill, N. C.: Academic Affairs Library, University of North Carolina at Chapel Hill, 2000.
- (EN) Burns, Ken, and Geoffrey C. Ward. 2000. Jazz—A History of America's Music. New York: Alfred A. Knopf. Also: The Jazz Film Project, Inc.
- Mervyn Cooke, Jazz, Londra, Thames and Hudson, 1999, ISBN 0-500-20318-0.
- Carr, Ian. Music Outside: Contemporary Jazz in Britain. 2nd edition. London: Northway. ISBN 978-0-9550908-6-8
- Carr, Ian ed altri, The Rough Guide to Jazz. Rough Guides, New York/London 2004, ISBN 1-84353-256-5.
- Collier, James Lincoln. The Making of Jazz: A Comprehensive History (Dell Publishing Co., 1978)
- Elsdon, Peter. 2003. "The Cambridge Companion to Jazz, Edited by Mervyn Cooke and David Horn, Cambridge: Cambridge University Press, 2002. Review."Frankfürter Zeitschrift für Musikwissenschaft 6:159–75.
- Gang Starr. 2006. Mass Appeal: The Best of Gang Starr. CD recording 72435-96708-2-9. New York: Virgin Records.
- Giddins, Gary. 1998. Visions of Jazz: The First Century New York: Oxford University Press. ISBN 0195076753
- Godbolt, Jim. 2005. A History of Jazz in Britain 1919-50 London: Northway. ISBN 0-9537040-5-X
- Gridley, Mark C. 2004. Concise Guide to Jazz, fourth edition. Upper Saddle River, NJ: Pearson/Prentice Hall. ISBN 0131826573
- (EN) Hersch, Charles, Subversive Sounds: Race and the Birth of Jazz in New Orleans, University of Chicago Press, 2009, ISBN 978-0-226-32868-3.
- Kenney, William Howland. 1993. Chicago Jazz: A Cultural History, 1904-1930. New York: Oxford University Press. ISBN 0195064534 (cloth); paperback reprint 1994 ISBN 0195092600
- (EN) Paul Oliver, Savannah Syncopators: African Retentions in the Blues, Londra, Studio Vista, 1970, ISBN 0-289-79827-2.
- (EN) Thomas J. Hennessey, From Jazz to Swing: African-American Jazz Musicians and Their Music, 1890-1935, Wayne State University Press, 1994, ISBN 0-8143-2179-8.
- Mandel, Howard. 2007. Miles, Ornette, Cecil: Jazz Beyond Jazz. Routledge. ISBN 0415967147.
- Porter, Eric. 2002. What Is This Thing Called Jazz? African American Musicians as Artists, Critics and Activists. University of California Press, Ltd. London, England.
- Ratliffe, Ben. 2002. Jazz: A Critic's Guide to the 100 Most Important Recordings. The New York Times Essential Library. New York: Times Books. ISBN 0805070680
- Scaruffi, Piero: A History of Jazz Music 1900-2000. 2007. Omniware. ISBN 978-0-9765531-3-7
- Searle, Chris. 2008. Forward Groove: Jazz and the Real World from Louis Armstrong to Gilad Atzmon. London: Northway. ISBN 978-0-9550908-7-5
- Szwed, John Francis. 2000. Jazz 101: A Complete Guide to Learning and Loving Jazz. New York: Hyperion. ISBN 0786884967
- Vacher, Peter. 2006. Soloists and Sidemen: American Jazz Stories. London: Northway. ISBN 0-9537040-4-1
- Scott Yanow, Jazz on Film: The Complete Story of the Musicians and Music Onscreen, 2004, Backbeat Books, ISBN 0879307838
- Gildo De Stefano, Trecento anni di Jazz: 1619-1919 - le origini della Musica afroamericana tra sociologia ed antropologia, Milano, SugarCo, 1986, SBN CFI0025257.